# Tigre indoxinès
El tigre indoxinès (Panthera tigris corbetti), també conegut com a tigre de Corbett, és una subespècie de tigre que viu a Cambodja, la frontera sud-oriental de la Xina, Laos, el nord de Malaca, Myanmar, Tailàndia i el Vietnam. S'estima que en queden entre 700 i 1.300 exemplars en estat salvatge. És relativament abundant a Malàisia, on també hi ha una altra subespècie de tigre, el tigre malai (P. t. jacksoni), car aquest és el país que controla de manera més eficaç la caça furtiva d'aquest animal (que es fa per vendre'n la pell).